# Cololaca (ort)
Cololaca är en ort i Honduras.   Den ligger i departementet Departamento de Lempira, i den västra delen av landet, 180 km väster om huvudstaden Tegucigalpa. Cololaca ligger 766 meter över havet och antalet invånare är 1 014.
Terrängen runt Cololaca är huvudsakligen kuperad, men åt nordost är den bergig. Runt Cololaca är det ganska glesbefolkat, med 47 invånare per kvadratkilometer. Närmaste större samhälle är San Marcos, 13,2 km nordväst om Cololaca. Omgivningarna runt Cololaca är en mosaik av jordbruksmark och naturlig växtlighet.